# Митрю Аркумарев
Димитър (Митрю) Стаматов Аркумарев е български революционер, войвода на Върховния македоно-одрински комитет, Вътрешната македоно-одринска революционна организация и Вътрешната тракийска революционна организация.

## Биография
Митрю Аркумарев е роден в село Доганхисар, Западна Тракия на 12 октомври 1881 година. Остава сирак и го отглеждат негови роднини. Присъдинява се към ВМОК, последователно към четите на Христо Арнаудов и Вълчо Антонов. През Балканската война Аркумарев, преминал вече във ВМОРО се включва като доброволец в МОО. По време на Междусъюзническия въоръжен конфликт, родната му къща е опожарена и семейството му бяга към пределите на България. По същото време той е четник в четата на Димитър Маджаров. Развитието на събитията принуждава Маджаров да раздели четата на две, като ръководството на едната част от четниците поверява на Митрю. Целта е да се пресече пътя на турците, пленили многобройно българско население с намерение да го прекарат срещу град Фере и там да го изтребят. С действията на двете чети, тези действия са осуетени. Когато Маджаров разпуска по-късно четата си в село Ятаджик той научава, че част от семейството му е избита от турците. За отмъщение той организира група четници и подпалва джамията в село Бадурен, където в този момент провеждат общо събрание местните турци. Всички затворени в джамията турци изгарят, а за това си деяние Аркомарев и предвожданата от него четници биват арестувани и дадени под съд от тогавашната българските власти. Обаче на самото съдебно заседание, сградата на съда е обградена от кавалерийски ескадрон, командван от войводата Таню Николов, който ултимативно нарежда на прокурора да освободи подсъдимите. При избухване на Първата световна война Аркумарев постъпва в редовете на българската армия, като служи в 40-и пехотен Беломорски полк. Участва в боевете при завоя на река Черна и на кота 1050. След войната срещу него и други тракийски българи гръцките власти в град Гюмюрджина, който след войната е предаден на Гърция, инсцинират съдебен процес по обвинение в шпионаж в полза на България. Съдът ги осъжда на смърт. По стечение на обстоятелствата осъдените успяват да избягат в България.
На проведения на 25 май 1920 година до село Химитли, Гюмюрджинска околия конгрес на български и турски делегати се оформя идеята за съвместна съпротива в Западна Тракия. Почти три години, от 1920 до 1922 година. Аркумарев е отново войвода на самостоятелна чета. По късно четата му се присидинява към Българо-турската вътрешна революционна организация. По цялата територия на Беломорска Тракия през есента на 1922 година и тървата половина на 1923 година се водят сражения между четите на българо-турската ВТРО и части на редовната гръцка армия. След разцеплението на организацията той разпуска своята чета. Бившият вече войвода става настоятел и сътрудник на вестник „Бъдеще“, излизащ в Истанбул, който помества материали срещу гръцката окупация на Южна Македония и Беломорска Тракия. Семейството му се установява в село Цар Калоян, Пловдивско. В периода 1930-1940 година той е привлечен за сътрудник на българското военно разузнаване. През 1941 година след присъединяването на Западна Тракия към българската държава, той се мести в Дедеагач, а после в Гюмюрджина. След 9 септември 1944 година пристига в Пловдив при семейството на сина си. Една седмица след връщането му е арестуван от новите власти и малко след това е разстрелян край село Коматево. По-късно е обявен за безследно изчезнал от комунистите.